# Diocèse de Kotor

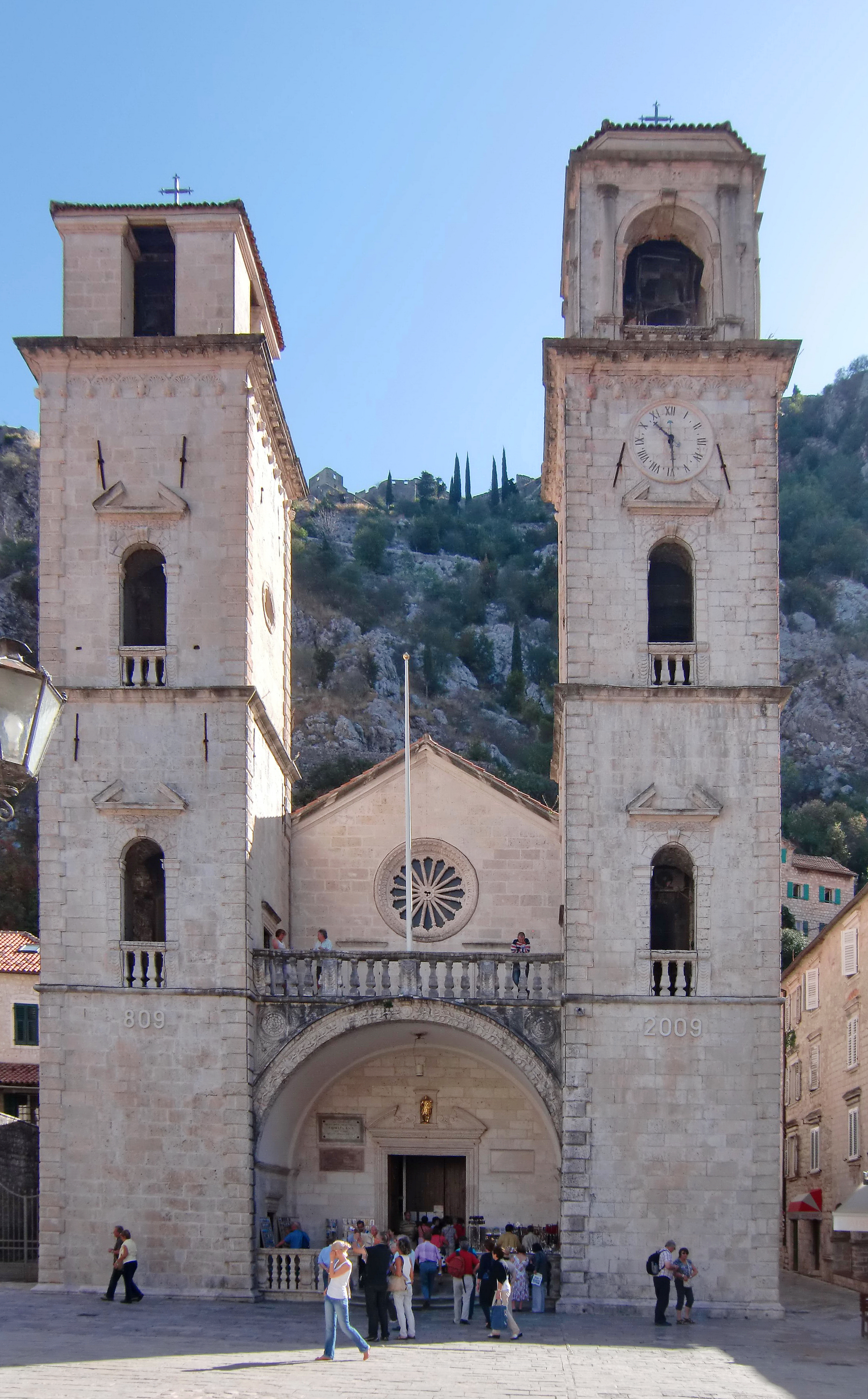
La cathédrale Saint-Tryphon à Kotor (Montenegro)

Le diocèse de Kotor (en latin : dioecesis Catharensis ; en monténégrin : Kotorska biskupija) est une église particulière de l'Église catholique au Monténégro.

## Histoire
Le diocèse de Kotor est érigé au Ve siècle. Vers 1630, son territoire s'accroît de l'ancien diocèse de Risano.
En 1025, par une bulle du pape Jean XIX, il devient suffragant de l'archidiocèse de Canusium (aujourd'hui, Canosa di Puglia). En 1063, une bulle du pape Alexandre II le mentionne comme suffragant de l'archidiocèse de Bari (Barium). En 1067, il devient suffragant de l'archidiocèse d'Antivari (en) (aujourd'hui Bar (Monténégro)). En 1078, il devient suffragant de l'archidiocèse de Raguse (aujourd'hui Dubrovnik).
Par la bulle Locum beati Petri du 30 juin 1828, le pape Léon XII supprime le diocèse de Budua et incorpore son territoire à celui de Kotor.
En 1932, il devient exempt et relève immédiatement du Saint-Siège.
Par la constitution apostolique Qui vicariam du 27 juillet 1969, le pape Paul VI élève le diocèse de Split-Makarska au rang d'archidiocèse métropolitain.

## Cathédrales

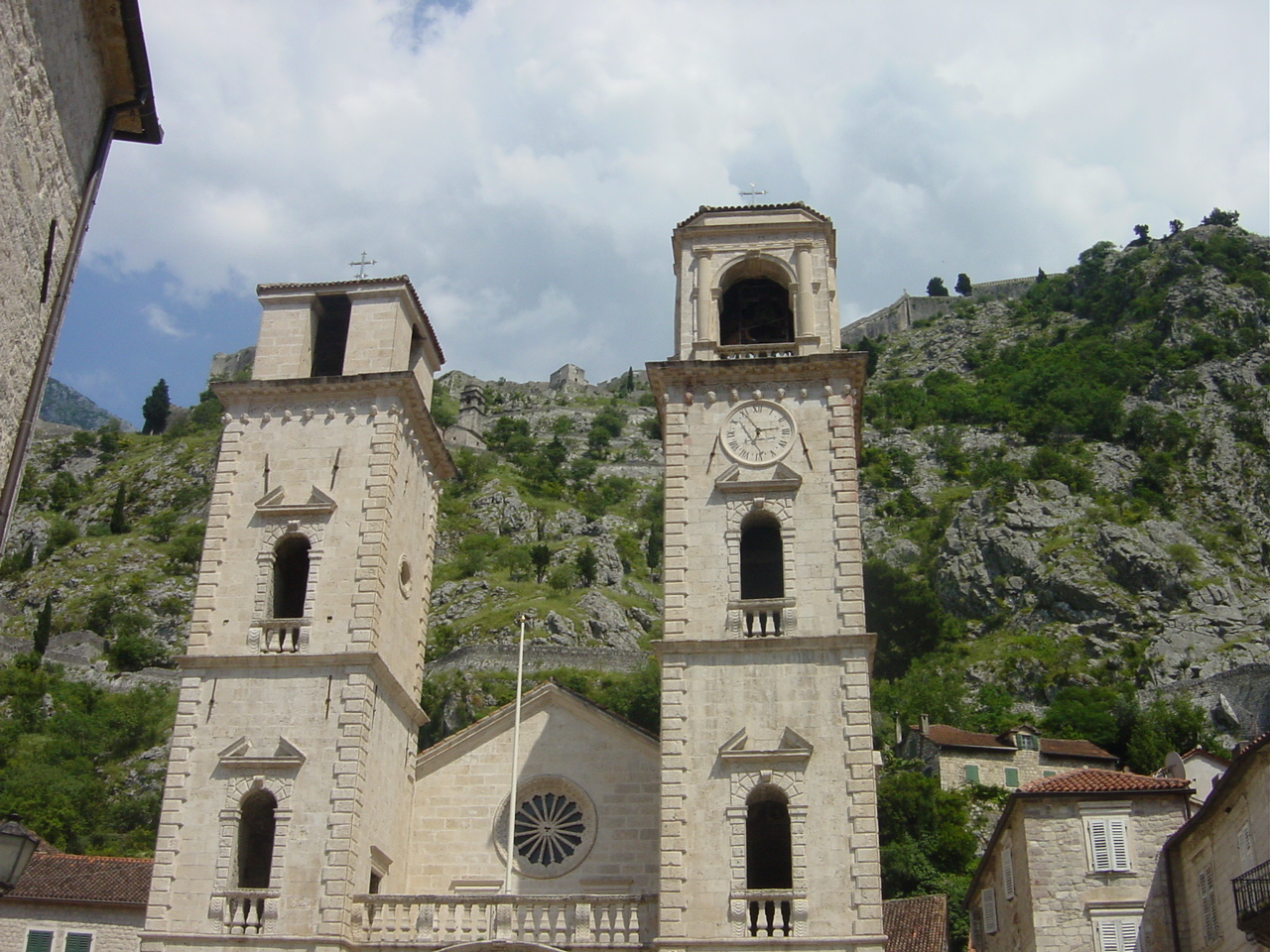
La cathédrale Saint-Tryphon à Kotor (Montenegro).

La cathédrale Saint-Tryphon de Kotor, dédiée à saint Tryphon de Lampsaque, est la cathédrale du diocèse. Elle est une basilique mineure depuis le 12 janvier 2009.
La cathédrale Saint-Ivan (hr) de Budva est l'ancienne cathédrale du diocèse de Budva (hr).

## Évêques
- v. 1141 - v. 1153 : Ursacio
- 1154 - v. 1166 : Malone
- v. 1170 - 1178 : Niceforo
- v. 1179 - ? : Mario
- v. 1181 - v. 1191 : Buschio
- v. 1200 - ? : Michele
- v. 1205 - ? : Bergio
- v. 1220 - v. 1239 : Biagio
- v. 1247 - ? : Deodato
- v. 1249 - 1255 : Centiberio
- v. 1260 - v. 1271 : Marco
- 1280 - v. 1328 : Doimo
- 1328 - 1331 : Sergio
- 1331 - 1334 : Raimondo Agonti de Clareto
- 1334 - 1343 : Tommaso da Ripatransone
- 1343 - ? : Sergio
- 1348 - ? : Bartolomeo
- 1349 - ? : Adamo
- 1352 - ? : Doimo
- 1374 - ? : Bernardo
- 1375 - ? : Giovanni
- 1388 - 1395 : Bartolomeo Vanni
- 1397 - ? : Nicola Drago
- 1400 - ? : Dionigi
- 1410 - ? : Antonio da Bitonto
- 1421 - ? : Raimondo da Viterbo
- 1422 - 1425 : Francesco Pavoni
- 1425 - 1429 : Secondo Nani
- 1430 - 1453 : Marino Contarini
- 1453 - 1457 : Bernardo da Venezia
- 1457 - 1459 : Angelo Fasolo[5]
- 1459 - 1471 : Marco Negro
- 1471 - ? : Pietro de Brutis[6]
- 1471 - ? : Antonio de Pago[7]
- 1493 - 1514 : Giovanni Chericato
- 1514 - 1540 : Trifone Bisanti
- 1540 - 1565 : Luca Bisanti
- 1565 - 1575 : Paolo Bisanti
- 1578 - 1581 : Franjo Župan
- 1581 - 1603 : Girolamo Bucchia[8]
- 1604 - 1611 : Angelo Baroni[9]
- 1611 - 1620 : Girolamo Rusca[10]
- 1620 - 1622 : Giuseppe Pamphili[11]
- 1622 - 1655 : Vincenzo Buschio[12]
- 1656 - 1688 : Ivan Antun Zboronac[13]
- 1688 - 1708 : Marino Drago[14]
- 1709 - 1715 : Francesco Parčić[15]
- 1716 - 1718 : Simeone Gritti[16]
- 1718 - 1742 : Giacinto Zanobetti[17]
- 1743 - 1744 : Vincenzo Drago[18]
- 1744 - 1761 : Giovanni Antonio Castelli[19]
- 1762 - 1788 : Stefano dell'Oglio[20]
- 1789 - 1793 : Giovanni Martino Bernardoni Baccolo[21]
- 1794 - 1796 : Michele Spalatin[22]
- 1796 - 1801 : Francesco Pietro Raccamarich[23]
- 1801 - 1815 : Marc'Antonio Gregorina[24]
- 1828 - 1853 : Stefano Pavlović-Lučić[25]
- 1854 - 1856 : Vincenco Zubranić[26]
- 1856 - 1866 : Marco Calogera[27]
- 1868 - 1879 : Djordje Marčić[28]
- 1879 - 1887 : Casimiro Forlani[29]
- 1888 - 1895 : Trifon Radoničić[30]
- 1895 - 1937 : Francesco Uccellini-Tice[31]
- 1938 - 1950 : Pavao Butorac[32]
- 1950 - 1981 : vacant (Gracija Ivanovic, administrateur apostolique)
- 1981 - 1983 : Marko Peric[33]
- 1983 - 1996 : Ivo Gugic[34]
- 1996 - 2019 : Ilija Janjić[35]
  - 2019 - 2020 : Rrok Gjonlleshaj, archevêque de Bar, administrateur apostolique
- 22 décembre 2020 - 31 janvier 2023 : Ivan Štironja
  - 2023 - 2024 : Rrok Gjonlleshaj, archevêque de Bar, administrateur apostolique
- Depuis le 12 septembre 2024 : Mladen Vukšić